# Strophomenida
Strophomenida – wymarły rząd ramienionogów żyjących od wczesnego ordowiku po karbon (namur).
Cechuje się muszlą o wypukłej skorupce brzusznej i wklęsłej ramieniowej oraz o maksymalnej szerokości wzdłuż brzegu zawiasowego. Muszla jest pseudoperforowana, pokryta radialnymi żebrami. Brachidium w postaci listewkowatych płytek. Skorupki kalcytowe.
Od rzędu Orthotetida odróżniają się kształtem muszli, od Productida brakiem kolców.
Rząd kosmopolityczny, liczny we wczesnym paleozoiku. Skamieniałości różnych gatunków Strophomenida mają znaczenie w datowaniu skał paleozoicznych i są ważnymi skamieniałościami przewodnimi.
Takson ten wprowadził Armin Öpik w 1934.